# 萧红、萧军、舒群故居
36°04′09.4″N 120°19′26.7″E / 36.069278°N 120.324083°E
萧红、萧军、舒群故居位于中国山东省青岛市市南区观象一路1号，建造年代不详，作家萧红、萧军、舒群曾于1934年在此暂居，现为青岛市文物保护单位。

## 历史
萧红、萧军、舒群故居建筑本身建造年代不详，有资料称其建于1928年。
1934年初，舒群逃离已被日本占领的东北，到达青岛，并结识了当时在青岛市政府社会局任科员的进步分子倪鲁平，后来与倪鲁平之妹倪青华（一作倪菁华）结婚，住在观象一路1号楼下。同年夏，舒群邀请萧红、萧军到青岛，两人于端午节前一天（6月15日）到达青岛，由舒群夫妇在大港码头迎接，租住在观象一路1号楼下另一间房内，后来搬到二楼“太极图”山墙下凸出的单间。
萧军在青岛期间，在中共地下党接办的《青岛晨报》任编辑，完成了小说《八月的乡村》，并结识了晨报编辑张梅林、荒岛书店的创办者孙乐文、当时在青岛市立中学上学的黄宗江、李前管等人。萧红除为《青岛晨报》编辑《新女性》周刊外，完成了小说《生死场》。萧军、萧红的小说完稿后，通过孙乐文与在上海的鲁迅取得联系，后来在上海经鲁迅帮助将小说出版。在青岛期间，萧红、萧军、张梅林等人常到海水浴场、中山公园、海滨公园、观象山等处游玩。
1934年，中共党员高嵩在青岛重建党组织，恢复了舒群的党组织关系，并介绍倪鲁平入党。同年9月7日，中共青岛市委重建，高嵩任书记，倪鲁平任宣传委员。不久后因当时任市委组织部长的中统特务王金玉告密，舒群与倪氏兄妹于中秋节遭国民党军警逮捕，高嵩也于同日被捕。经孙乐文告知，萧红、萧军、张梅林于11月1日乘船匆匆离开青岛赴上海。舒群被捕后关押在青岛监狱，与高嵩同处一室。因高嵩与时任青岛市公安局局长王时泽关系良好（高嵩与舒群是东北商船学校同学，而当时学校校长是王时泽），二人所在囚室条件稍好，允许读书写作。舒群在狱中经高嵩支持完成了短篇小说《没有祖国的孩子》。1935年春，舒群因拒不招供且警察证据不足而被释放，经烟台到上海。
1936年，萧军只身到青岛居住约两个月，居住在山东大学东北角一座宿舍楼内，期间完成了长篇小说《第三代》的后半部分，到博山煤矿参观后写成了短篇小说《四条腿的人》，还写成了《邻居》《水灵山岛》两篇散文，分别取材于观象一路1号居住经历与青岛附近的灵山岛。1951年，萧军与儿子萧鸣第三次到访青岛，看望当时在山东大学的老友方未艾。1979年，青岛学者鲁海曾致信萧军，询问其在青岛的住处，并找到观象一路1号故居。萧军在后来的回信中描述该楼“碧海临窗瞰左右，青山傍户路三叉”。1986年夏，萧军第四次到访青岛，在山东海洋学院（原山东大学青岛校址）讲学，并到观象一路1号故地重游。萧军后来曾在《青岛怀踪录》中描述该楼，并称“青岛是值得我们永远怀念和纪念的地方”。
萧红、萧军、舒群故居现为居民楼。2000年列入青岛市历史优秀建筑名单。2003年，青岛市人民政府将此处作为文化名人故居挂牌保护。2005年2月5日列入第七批青岛市文物保护单位。

## 建筑

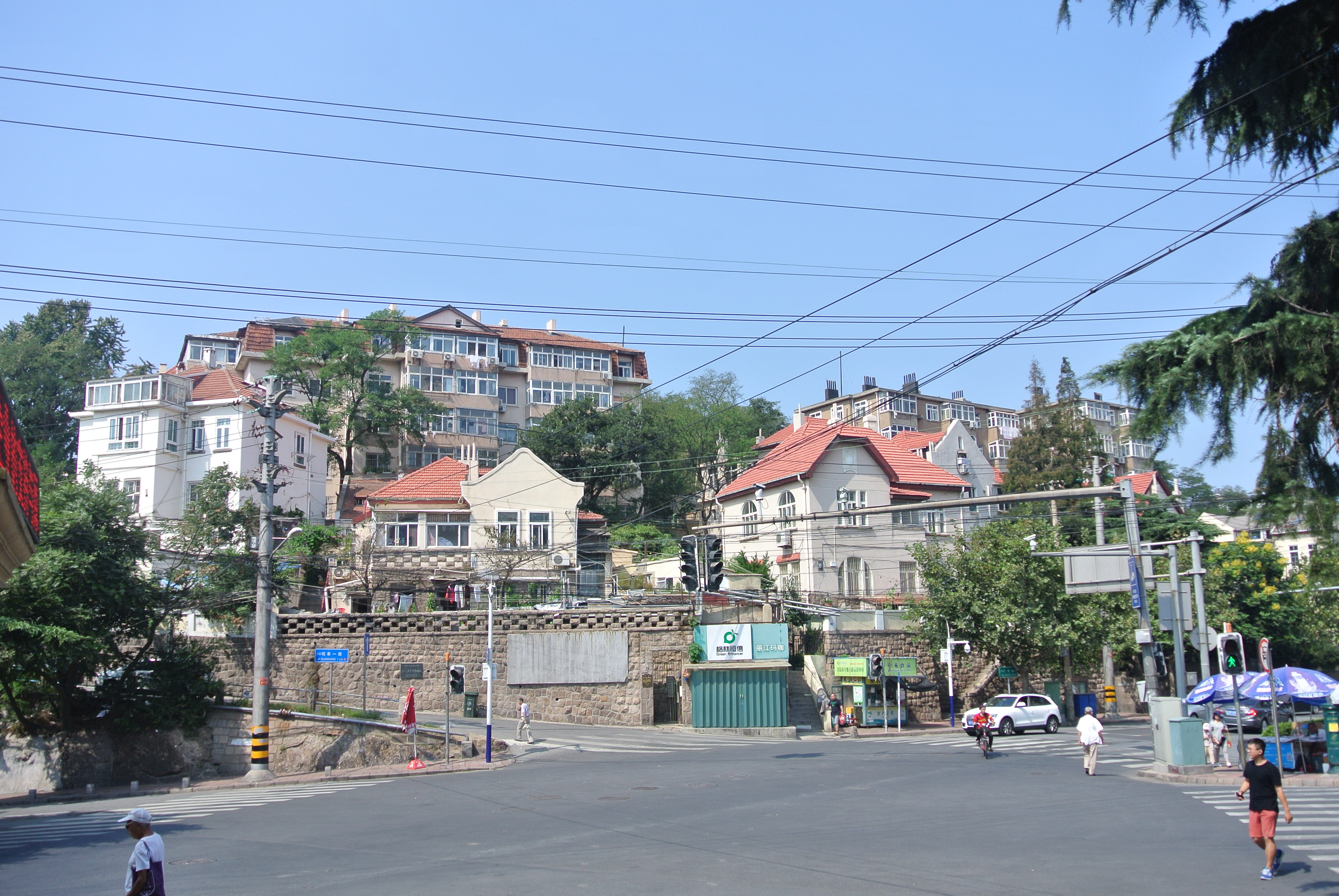
萧红、萧军、舒群故居所在的“七路口”

萧红、萧军、舒群故居位于观象山西南麓，东邻江苏路、观象一路、苏州路、莱芜一路、伏龙路、齐东路、龙山路的七路岔口。该楼所在地势较高，与观象一路路面有较大高差，因此筑有一座高约4米的花岗岩挡土墙。该楼建筑面积380余平方米，楼高2层，砖石木结构，红瓦坡屋顶，一楼墙为花岗岩蘑菇石装饰，二楼正立面东侧起山墙，山墙中央原有一太极图（萧军的回忆录及往来信件中曾提及），在翻修中消失。楼内一层仅有两个面积约15平方米的半地下室房间，二层有五个房间。